# Damery (Marne)
Damery és un municipi francès, situat al departament del Marne i a la regió del Gran Est. L'any 2007 tenia 1.486 habitants.

## Demografia

### Població
El 2007 la població de fet de Damery era de 1.486 persones. Hi havia 637 famílies, de les quals 181 eren unipersonals (66 homes vivint sols i 115 dones vivint soles), 193 parelles sense fills, 222 parelles amb fills i 41 famílies monoparentals amb fills.
La població ha evolucionat segons el següent gràfic:
Habitants censats

### Habitatges
El 2007 hi havia 738 habitatges, 647 eren l'habitatge principal de la família, 22 eren segones residències i 69 estaven desocupats. 667 eren cases i 69 eren apartaments. Dels 647 habitatges principals, 525 estaven ocupats pels seus propietaris, 104 estaven llogats i ocupats pels llogaters i 19 estaven cedits a títol gratuït; 24 tenien una cambra, 25 en tenien dues, 85 en tenien tres, 183 en tenien quatre i 330 en tenien cinc o més. 464 habitatges disposaven pel capbaix d'una plaça de pàrquing. A 276 habitatges hi havia un automòbil i a 272 n'hi havia dos o més.

### Piràmide de població
La piràmide de població per edats i sexe el 2009 era:
| Homes | Edats   | Dones |
| ----- | ------- | ----- |
| 0     | 95 o +  | 0     |
| 6     | 90 a 94 | 18    |
| 23    | 85 a 89 | 22    |
| 12    | 80 a 84 | 13    |
| 18    | 75 a 79 | 41    |
| 22    | 70 a 74 | 31    |
| 34    | 65 a 69 | 29    |
| 45    | 60 a 64 | 40    |
| 43    | 55 a 59 | 28    |
| 72    | 50 a 54 | 71    |
| 29    | 45 a 49 | 42    |
| 41    | 40 a 44 | 40    |
| 42    | 35 a 39 | 29    |
| 55    | 30 a 34 | 45    |
| 33    | 25 a 29 | 42    |
| 32    | 20 a 24 | 24    |
| 52    | 15 a 19 | 30    |
| 35    | 10 a 14 | 55    |
| 25    | 5 a 9   | 17    |
| 31    | 0 a 4   | 23    |

## Economia
El 2007 la població en edat de treballar era de 932 persones, 713 eren actives i 219 eren inactives. De les 713 persones actives 689 estaven ocupades (367 homes i 322 dones) i 24 estaven aturades (5 homes i 19 dones). De les 219 persones inactives 94 estaven jubilades, 71 estaven estudiant i 54 estaven classificades com a «altres inactius».

### Ingressos
El 2009 a Damery hi havia 659 unitats fiscals que integraven 1.529,5 persones, la mediana anual d'ingressos fiscals per persona era de 21.956 €.

### Activitats econòmiques
Dels 88 establiments que hi havia el 2007, 8 eren d'empreses alimentàries, 6 d'empreses de fabricació d'altres productes industrials, 10 d'empreses de construcció, 22 d'empreses de comerç i reparació d'automòbils, 4 d'empreses de transport, 4 d'empreses d'hostatgeria i restauració, 2 d'empreses financeres, 3 d'empreses immobiliàries, 7 d'empreses de serveis, 10 d'entitats de l'administració pública i 12 d'empreses classificades com a «altres activitats de serveis».
Dels 23 establiments de servei als particulars que hi havia el 2009, 1 era una oficina de correu, 2 oficines bancàries, 1 taller de reparació d'automòbils i de material agrícola, 1 paleta, 2 guixaires pintors, 1 fusteria, 2 lampisteries, 3 electricistes, 3 perruqueries, 1 veterinari, 3 restaurants i 3 salons de bellesa.
Dels 8 establiments comercials que hi havia el 2009, 2 eren botiges de menys de 120 m², 2 fleques, 1 una fleca, 2 llibreries i 1 una joieria.
L'any 2000 a Damery hi havia 159 explotacions agrícoles que ocupaven un total de 616 hectàrees.

## Equipaments sanitaris i escolars
L'únic equipament sanitari que hi havia el 2009 era una farmàcia.
El 2009 hi havia 1 escola maternal i 1 escola elemental.

## Poblacions més properes
El següent diagrama mostra les poblacions més properes.